# USS Horace A. Bass (APD-124)
USS Horace A. Bass (APD-124/LPR-124) là một tàu vận chuyển cao tốc lớp Crosley, nguyên được cải biến từ chiếc DE-691, một tàu hộ tống khu trục lớp Rudderow, và đã phục vụ cùng Hải quân Hoa Kỳ trong Chiến tranh Thế giới thứ hai. Nó là chiếc tàu chiến duy nhất của Hải quân Hoa Kỳ được đặt cái tên này, theo tên Thiếu úy Hải quân Horace A. Bass Jr. (1915-1942), phi công từng phục vụ cùng Liên đội Tiêm kích VF-5 trên các tàu sân bay Saratoga (CV-3) và Yorktown (CV-5), từng được tặng thưởng Huân chương Chữ thập Hải quân do thành tích trong Trận Midway, và đã mất tích trong Trận chiến Đông Solomon vào ngày 24 tháng 8, 1942.
Nó đã phục vụ cho đến khi Thế Chiến II kết thúc, rồi tiếp tục hoạt động trong cuộc Chiến tranh Triều Tiên và sau đó, cho đến khi xuất biên chế vào năm 1959. Nó được huy động trở lại để phục vụ từ năm 1961 (?) đến năm 1969 và được xếp lại lớp như là chiếc LPR-124. Con tàu cuối cùng bị bán để tháo dỡ vào năm 1975. Horace A. Bass được tặng thưởng danh hiệu Đơn vị Tuyên dương Hải quân cùng hai Ngôi sao Chiến trận do thành tích phục vụ trong Thế Chiến II, và thêm sáu Ngôi sao Chiến trận khác khi hoạt động tại Triều Tiên.

## Thiết kế và chế tạo
Thiết kế của lớp Crosley dựa trên việc cải biến lớp tàu hộ tống khu trục Rudderow. Cấu trúc thượng tầng con tàu được mở rộng, đồng thời tháo dỡ bớt vũ khí trang bị để lấy chỗ bố trí nơi nghỉ cho 162 binh lính được vận chuyển cùng khoảng 40 tấn trang bị. Hệ thống động lực tương tự như với các lớp Buckley và Rudderow; là kiểu động cơ turbine-điện General Electric, cung cấp điện năng cho mô-tơ điện để dẫn động hai trục chân vịt.
Dàn vũ khí được giữ lại bao gồm một khẩu pháo 5 inch (130 mm)/38 cal bố trí một phía trước mũi; ba khẩu đội pháo phòng không Bofors 40 mm nòng đôi và sáu pháo phòng không Oerlikon 20 mm; vũ khí chống ngầm gồm hai đường ray Mk. 9 để thả mìn sâu. Thủy thủ đoàn đầy đủ bao gồm 15 sĩ quan và 168 thủy thủ; và con tàu được bố trí tiện nghi để vận chuyển 12 sĩ quan cùng 150 binh lính đổ bộ.
Trước khi chế tạo, Horace A. Bass được xếp lại lớp như một tàu vận chuyển cao tốc vào ngày 17 tháng 7, 1944, đổi từ ký hiệu lườn DE-691 sang APD-124. Nó được đặt lườn tại xưởng tàu của hãng Bethlehem Steel Corp. ở Quincy, Massachusetts vào ngày 3 tháng 8, 1944, được hạ thủy vào ngày 12 tháng 9, 1944, được đỡ đầu bởi bà Horace A. Bass Jr., vợ góa của Thiếu úy Bass. Con tàu nhập biên chế cùng Hải quân Hoa Kỳ vào ngày 21 tháng 12, 1944 dưới quyền chỉ huy của Hạm trưởng, Thiếu tá Hải quân Frederick W. Kuhn.

## Lịch sử hoạt động

### 1944 - 1945
Sau khi được trang bị tại Xưởng hải quân Boston tại Boston, Massachusetts và tiến hành chạy thử máy huấn luyện ngoài khơi Bermuda, Horace A. Bass đi đến New York vào ngày 15 tháng 2, 1945, chuẩn bị để được điều động sang khu vực Mặt trận Thái Bình Dương. Nó lên đường vào ngày 16 tháng 2, hộ tống cho chiếc tàu chở đạn Firedrake (AE-14) đi sang vùng kênh đào Panama, rồi nó tiếp tục hành trình hướng sang bờ biển California, đi đến San Diego vào ngày 3 tháng 3. Con tàu huấn luyện thực hành tác xạ tại vùng bờ Tây trước khi lên đường hướng sang Viễn Đông, ghé qua Trân Châu Cảng, Hawaii; Eniwetok và đảo san hô Ulithi trước khi đi đến Okinawa vào ngày 6 tháng 4, nơi lực lượng Lục quân và Thủy quân Lục chiến đang tiến hành cuộc đổ bộ nhằm chiếm đóng hòn đảo này.
Horace A. Bass đi đến chiến trường kịp lúc để tham gia đánh trả các đợt không kích ác liệt của máy bay Kamikaze đối phương, được ghi công đã bắn hạ ít nhất một máy bay đối phương. Sau đó nó đảm trách vai trò tuần tra tại các trạm cột mốc radar nhằm cảnh báo sớm các đợt không kích của đối phương. Nó lên đường vào ngày 10 tháng 4 hộ tống một đoàn tàu vận tải đi sang Guam, và trong chặng quay trở về, lúc 18 giờ 04 phút ngày 25 tháng 4, tại vị trí cách 165 nmi (306 km) về phía Tây Nam Okino-Daito Jima, nó phát hiện một mục tiêu tàu ngầm đối phương qua sonar. Sau nhiều lượt tấn công bằng mìn sâu, nó đã đánh chìm tàu ngầm RO-109 tại tọa độ 21°58′B 129°38′Đ / 21,967°B 129,633°Đ lúc 19 giờ 00.
Quay trở lại Okinawa vào ngày 26 tháng 4, Horace A. Bass tiếp nối vai trò tuần tra tại các trạm cột mốc radar, xen kẻ với các chuyến hộ tống vận tải đến Saipan và Guam. Cho dù Okinawa đã được bình định vào giữa tháng 6, các cuộc không kích của đôi phương vẫn tiếp diễn, nên con tàu phải tiếp tục tuần tra phòng không và chống tàu ngầm nhằm bảo vệ tàu bè ngoài khơi Okinawa. Sáng sớm ngày 30 tháng 7, nó đang tuần tra tại trạm canh phòng khi một máy bay tấn công tự sát Kamikaze bay thấp đã đâm bổ vào con tàu, đâm xuyên qua cấu trúc thượng tầng trước khi rơi xuống biển cạnh tàu; quả bom mang theo kích nổ dưới nước bên mạn tàu, khiến chiếc tàu vận chuyển cao tốc hư hại đáng kể và chịu đựng 14 thương vong. Horace A. Bass nhanh chóng được sửa chưa, tiếp tục ở lại vùng biển Okinawa cho đến ngày 14 tháng 8.

### 1945 - 1950

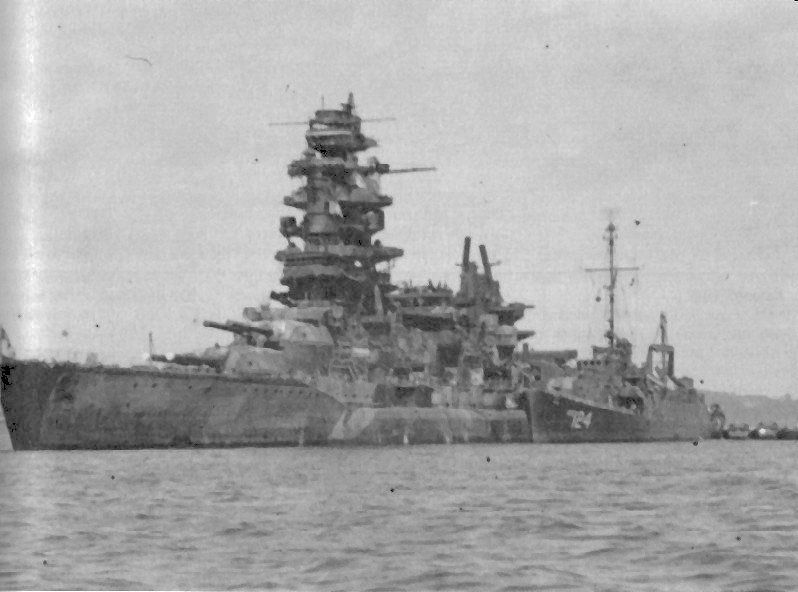
Horace A. Bass neo đậu cặp bên thiết giáp hạm Nagato ngay sau khi Thế Chiến II kết thúc.

Sau khi Nhật Bản chấp nhận đầu hàng vào ngày 15 tháng 8, 1945 giúp chấm dứt vĩnh viễn cuộc xung đột, Horace A. Bass cùng với các tàu chiến thuộc Đệ Tam hạm đội tiến vào vịnh Tokyo vào ngày 27 tháng 8. Nó tham gia hoạt động chiếm đóng Căn cứ Hải quân Yokosuka, cử một thủy thủ đoàn khung sang tiếp quản thiết giáp hạm Nagato, là một trong số ít tàu chiến của Hải quân Đế quốc Nhật Bản sống sót qua cuộc chiến tranh. Nó tiếp tục ở lại Yokosuka cho đến khi lên đường quay trở về Hoa Kỳ vào ngày 14 tháng 1, 1946.
Về đến San Francisco, California vào ngày 7 tháng 2, Horace A. Bass được đại tu tại Xưởng hải quân Mare Island, Vallejo, California từ ngày 11 tháng 2 đến ngày 10 tháng 4, rồi hoạt động huấn luyện tại khu vực San Diego. Nó lên đường vào ngày 27 tháng 1, 1947 để đi sang Viễn Đông, nơi nó tham gia các nỗ lực nhằm ổn định tình hình trong bối cảnh cuộc Nội chiến Trung Quốc. Đi đến Thanh Đảo vào ngày 5 tháng 3, nó hoạt động như một tàu căn cứ tại đây cho đến khi lên đường quay trở về San Diego vào ngày 30 tháng 7. Nó tiếp nối các hoạt động huấn luyện tại vùng biển ngoài khơi California.
Sang đầu năm 1948, Horace A. Bass hoạt động ngoài khơi bờ biển Mexico, rồi lên đường vào ngày 16 tháng 6 để đi sang Trung Quốc. Nó lại hoạt động như một tàu căn cứ tại Hong Kong và Thanh Đảo, xen kẻ với các chuyến đi đến quần đảo Marshall và Guam. Khi phe Cộng sản chiếm ưu thế trong cuộc nội chiến, chiếc tàu chiến đã trợ giúp vào việc di tản kiều dân nhiều nước rời khỏi Nam Kinh vào tháng 11, rồi rời vùng biển Trung Quốc vào ngày 1 tháng 12 để quay trở về Hoa Kỳ, về đến San Diego vào ngày 21 tháng 12, nơi con tàu được sửa chữa và huấn luyện.
Sau đợt thực hành huấn luyện tại San Diego và một cuộc diễn tập đổ bộ quy mô lớn tại khu vực Hawaii, Horace A. Bass rời Trân Châu Cảng vào ngày 14 tháng 11, 1949 cho một đợt hoạt động khác tại Trung Quốc. Đi đến Hong Kong vào ngày 30 tháng 11, nó ở lại vùng biển Trung Quốc và các nước Đông Nam Á nhằm bảo vệ quyền lợi của công dân Hoa Kỳ trong khu vực cho đến giữa năm 1950. Con tàu quay trở về San Diego vào ngày 12 tháng 6.

### Chiến tranh Triều Tiên
Sau khi cuộc Chiến tranh Triều Tiên bùng nổ vào ngày 25 tháng 6, 1950, Horace A. Bass được huy động sang khu vực Tây Thái Bình Dương để hỗ trợ cho hoạt động tác chiến của lực lượng Liên Hiệp Quốc tại đây. Nó lên đường vào ngày 14 tháng 7, đi đến ngoài khơi Triều Tiên vào ngày 2 tháng 8 với binh lính thuộc Sư đoàn 2 Thủy quân Lục chiến. Các Đội phá hoại dưới nước (UDT: Underwater Demolition Team) và Trinh sát Thủy quân Lục chiến được phối thuộc cùng con tàu khi nó hoạt động dọc theo bờ biển phía Đông bán đảo Triều Tiên để đánh phá các tuyến đường tiếp vận đối phương. Từ ngày 11 đến ngày 17 tháng 8, nó thực hiện ba cuộc đột kích, phá hủy ba đường hầm và hai cầu, đồng thời bắn phá bờ biển bằng hải pháo vào ban ngày.
Khi lực lượng Liên Hiệp Quốc chuẩn bị chuyển sang giai đoạn phản công, Horace A. Bass đã góp phần trong cuộc đổ bộ bất ngờ lên Incheon. Các đội trinh sát được phối thuộc của nó đã trinh sát các bãi đổ bộ từ ngày 20 đến ngày 25 tháng 8, rồi khởi hành từ Pusan vào ngày 12 tháng 9 để tham gia cuộc đổ bộ chính diễn ra vào ngày 15 tháng 9. Khi lực lượng Liên Hiệp Quốc tiếp tục tấn công lên phía Bắc, con tàu quay trở lại hoạt động đánh phá dọc bờ biển, vận chuyển lực lượng Commando Hải quân Hoàng gia tung ra hai đợt đột kích vào cầu và hầm gần Sŏngjin từ ngày 6 đến ngày 8 tháng 10. Đến cuối tháng 10, nó đi đến Wŏnsan để làm nhiệm vụ dọn sạch cảng này chuẩn bị cho một cuộc đổ bộ khác, hỗ trợ cho hoạt động của một đội tàu quét mìn tại đây. Trong ba tháng tiếp theo con tàu làm nhiệm vụ khảo sát bờ biển trước khi lên đường vào ngày 28 tháng 1, 1951 để quay trở về Hoa Kỳ.
Lên đường vào ngày 24 tháng 9, 1951 để quay trở lại vùng chiến sự Triều Tiên, sau khi ghé qua Yokosuka, Horace A. Bass tiếp nối nhiệm vụ bắn phá bờ biển và đánh phá dọc bờ biển Bắc Triều Tiên. Nó đã đưa các đội đổ bộ Hoa Kỳ, Anh và Hàn Quốc tiến hành 14 cuộc đột kích nhằm ngăn chặn con đường tiếp vận đối phương trước khi hoàn tất nhiệm vụ tại Triều Tiên vào ngày 3 tháng 7, 1952. Sau hành trình đi ngang qua Yokosuka, nó về đến San Diego vào ngày 20 tháng 7. Con tàu hoạt động tại vùng bờ biển California trong một năm tiếp theo, trước khi lại lên đường vào ngày 15 tháng 7, 1953 cho lượt phục vụ thứ ba tại Triều Tiên; tuy nhiên các bên tham chiến đã đạt được thỏa thuận ngừng bắn lúc con tàu còn đang trên đường đi.

### 1953 - 1969
Sau khi đi đến Yokosuka vào ngày 3 tháng 8, Horace A. Bass trở thành soái hạm của hải đội đổ bộ và tham gia nhiều đợt huấn luyện đổ bộ tại Nhật Bản, cũng như ba lượt khảo sát thủy văn và hai đợt phá hủy chớng ngại vật dọc theo bờ biển Triều Tiên, vào lúc thỏa thuận ngừng bắn đã có hiệu lực. Con tàu viếng thăm nhiều cảng Viễn Đông trước khi rời Yokosuka vào ngày 5 tháng 4, 1954 để quay trở về Hoa Kỳ. Nó quay trở lại hoạt động huấn luyện và bảo trì thường lệ trong thời bình tại vùng bờ Tây, cho đến khi lên đường vào ngày 23 tháng 10 để đi sang Viễn Đông.
Horace A. Bass thực hành đổ bộ tại bờ biển Nam Triều Tiên và tham gia các cuộc tập trận hạm đội cho đến tháng 2, 1955, khi nó đi đến eo biển Đài Loan để hỗ trợ cho việc triệt thoái lực lượng Quốc dân Đảng khỏi quần đảo Đại Trần. Sau đó con tàu đi đến Hải Phòng, Việt Nam vào ngày 26 tháng 2 để tham gia vào Chiến dịch Passage to Freedom (Con đường đến Tự do), vận chuyển khoảng 300.000 người di cư từ Bắc Việt Nam vào Nam Việt Nam. Khi hoàn tất nhiệm vụ vào ngày 20 tháng 3, 1955, nó lên đường đi Sasebo, Nhật Bản, rồi khởi hành vào ngày 4 tháng 4 để quay trở về San Diego.
Được điều động gia nhập Hạm đội Đại Tây Dương, Horace A. Bass băng qua kênh đào Panama từ ngày 2 đến ngày 4 tháng 6, 1955, và đi đến Philadelphia, Pennsylvania vào ngày 10 tháng 6. Nó được điều đến Quân khu Hải quân 4 để đảm trách vai trò tàu huấn luyện cho Hải quân Dự bị Hoa Kỳ. Trong những năm tiếp theo nó thực hiện các chuyến đi thực tập ngắn dành do học viên sĩ quan dự bị đến các cảng vùng biển Caribe, Nova Scotia và Newfoundland.
Đi đến Orange, Texas vào ngày 3 tháng 11, 1958, Horace A. Bass được cho xuất biên chế vào ngày 9 tháng 2, 1959, được đưa về Đội Texas trực thuộc Hạm đội Dự bị Đại Tây Dương, neo đậu tại Orange, Texas. Con tàu được tái biên chế trở lại vào một thời gian không xác định, được xếp lại lớp như một "tàu vận chuyển đổ bộ, nhỏ" và mang ký hiệu lườn mới LPR-124 vào ngày 1 tháng 7, 1969. Nó xuất biên chế lần sau cùng vào ngày 30 tháng 7, 1969, rút tên khỏi danh sách Đăng bạ Hải quân vào ngày 11 tháng 8, 1975, rồi được bán cho hãng J. R. Steel, Inc. tại Houston, Texas vào ngày 11 tháng 8, 1975 để tháo dỡ.

## Phần thưởng
Horace A. Bass được tặng thưởng danh hiệu Đơn vị Tuyên dương Hải quân cùng hai Ngôi sao Chiến trận do thành tích phục vụ trong Thế Chiến II, và thêm sáu Ngôi sao Chiến trận khác khi hoạt động tại Triều Tiên.
|                           |  |                           |
|                           |  | Bronze star · Bronze star |
|                           |  | Bronze star               |
| Silver star · Bronze star |  |                           |

| Dãi băng Hoạt động Tác chiến                             | Dãi băng Hoạt động Tác chiến                  | Đơn vị Tuyên dương Hải quân                   | Đơn vị Tuyên dương Hải quân                                             |
| Huân chương Phục vụ Trung Hoa (mở rộng)                  | Huân chương Chiến dịch Hoa Kỳ                 | Huân chương Chiến dịch Hoa Kỳ                 | Huân chương Chiến dịch Châu Á-Thái Bình Dương với 2 Ngôi sao Chiến trận |
| Huân chương Chiến thắng Thế Chiến II                     | Huân chương Phục vụ Chiếm đóng Hải quân       | Huân chương Phục vụ Chiếm đóng Hải quân       | Huân chương Phục vụ Phòng vệ Quốc gia với 1 Ngôi sao Chiến trận         |
| Huân chương Phục vụ Triều Tiên với 6 Ngôi sao Chiến trận | Huân chương Liên Hiệp Quốc Phục vụ Triều Tiên | Huân chương Liên Hiệp Quốc Phục vụ Triều Tiên | Huân chương Phục vụ Chiến tranh Triều Tiên (Hàn Quốc) (truy tặng)       |